# Zentraler Artikelkatalog der Volkswirtschaft der DDR

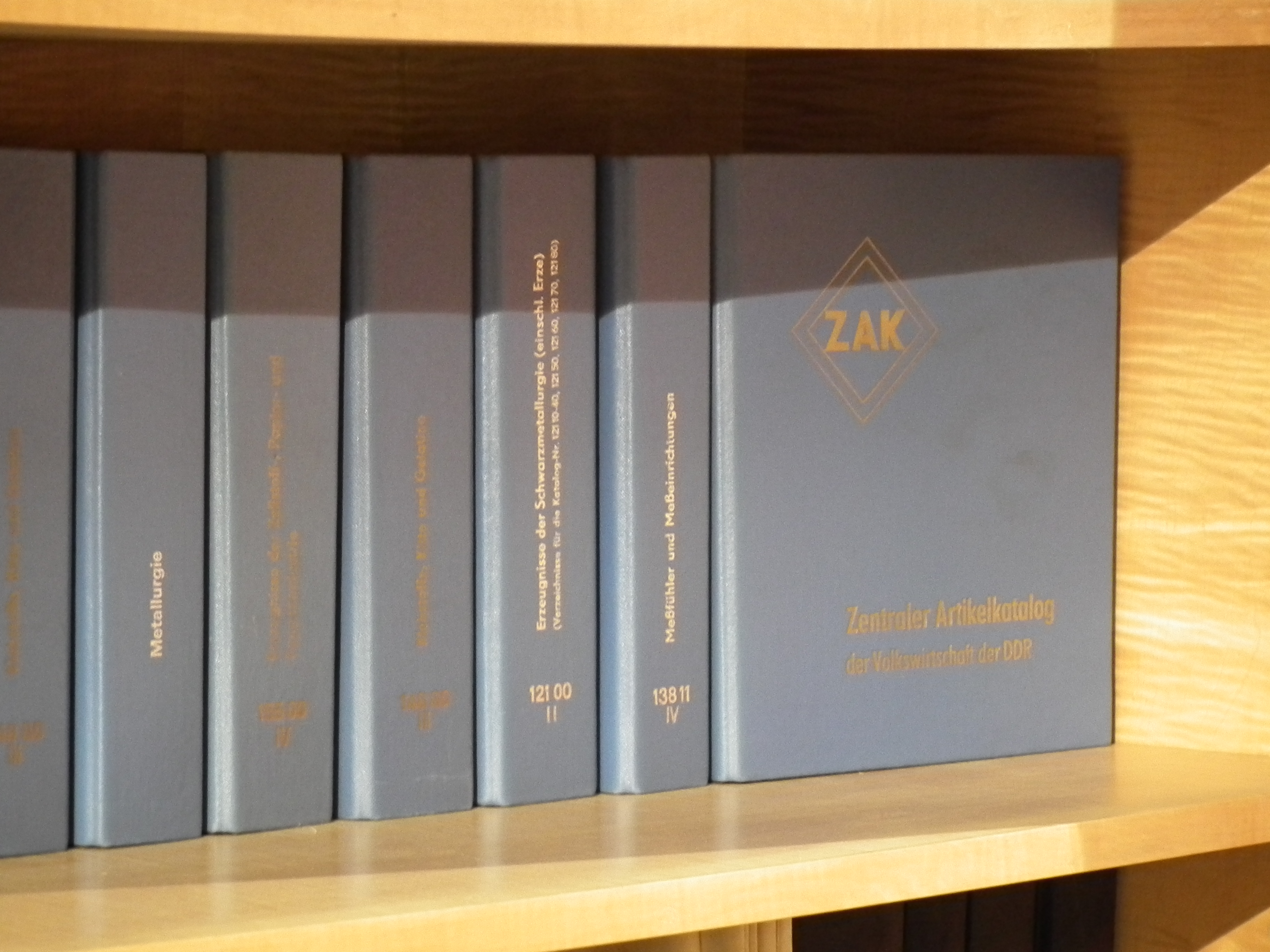
Zentraler Artikelkatalog der Volkswirtschaft der DDR

Der Zentrale Artikelkatalog der Volkswirtschaft der DDR, kurz ZAK genannt, war ein mehrbändiger Katalog, der jedem Industrieerzeugnis der DDR eine Kennnummer zuordnete und es damit für andere Betriebe und Einrichtungen eindeutig bestellbar machte.
Ausgearbeitet wurde der ZAK von einer Abteilung der Staatlichen Plankommission in Berlin und verlegt durch das Zentrale Büro für Artikelkatalogisierung. Ähnlich heutigen Normensammlungen in technischen Bibliotheken, wurde der ZAK an entsprechenden Stellen zur Verfügung gestellt. Größere Betriebe führten ihren eigenen ZAK, was nicht selten ein eigenes Zimmer beanspruchte, da der Katalog aus mehreren hundert DIN-A5-Ordnern bestand. Häufig waren in den Betrieben auch nur einzelne Ordner zu benötigten Themen (z. B. Halbleiter-Bauelemente in einem Betrieb für Rundfunkgeräte) vorhanden, was den Umfang reduzierte.
Regelmäßig stellte das Zentrale Büro für Artikelkatalogisierung neue Revisionen einzelner Seiten oder Kapitel zur Verfügung, die dann in die bestehenden Kataloge eingepflegt werden mussten. Da offensichtlich viele Firmen nicht alle Aktualisierungen bekamen, existiert heute eine recht unübersichtliche Vielzahl von Revisionen zu einzelnen Themengebieten, so dass man immer genau schauen muss, welche vorliegt. Manchmal änderte sich auch nur der Verkaufspreis eines Produktes.
Die Kataloge des ZAK unterlagen gemäß der Anordnung zum Schutz von Dienstgeheimnissen vom 6. Dezember 1971 dem Geheimhaltungsgrad NfD (Nur für den Dienstgebrauch) und waren so nicht offen für jedermann zugänglich.

## Erscheinungsbild
Der ZAK besteht aus mehreren hundert (Erkenntnisstand: 480) DIN A5 großen Papp-Ordnern mit blauem Kunststoffüberzug. Auf dem Rücken und dem Deckel ist in goldener Druckschrift der Titel, Ordnernummer, ggf. Band und das ZAK-Logo (auf einer Spitze stehendes Quadrat mit „ZAK“ darin) eingeprägt. Die Ordner enthalten eine normale 2-Loch-Bindung. Der eigentliche Inhalt besteht aus losen Seiten und stabileren Trennseiten mit Randbeschriftung zur Orientierung.

Auszug aus Katalog 137 87, In Low-power-TTL-Technik, Schaltkreis DS 8212 D
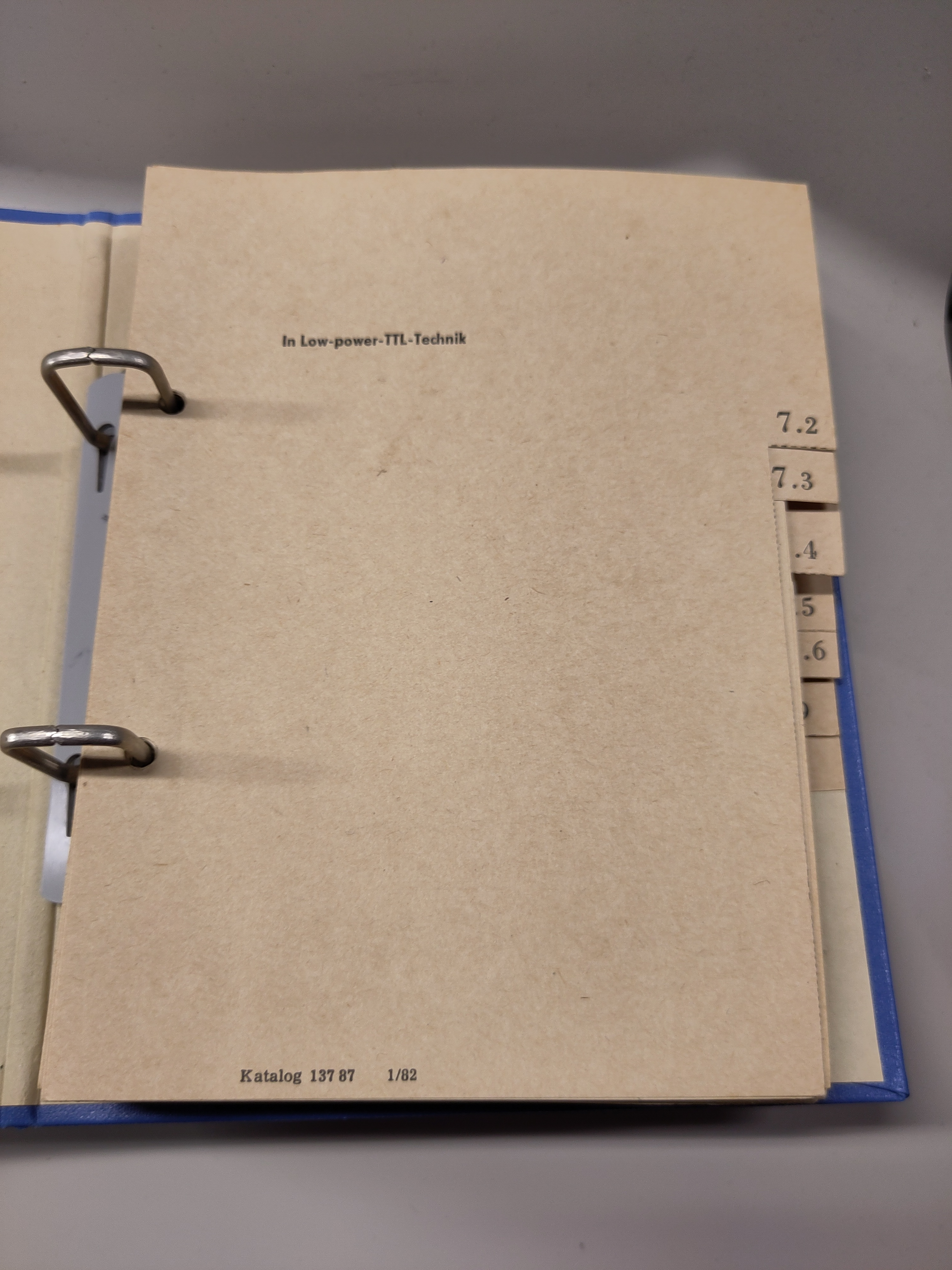
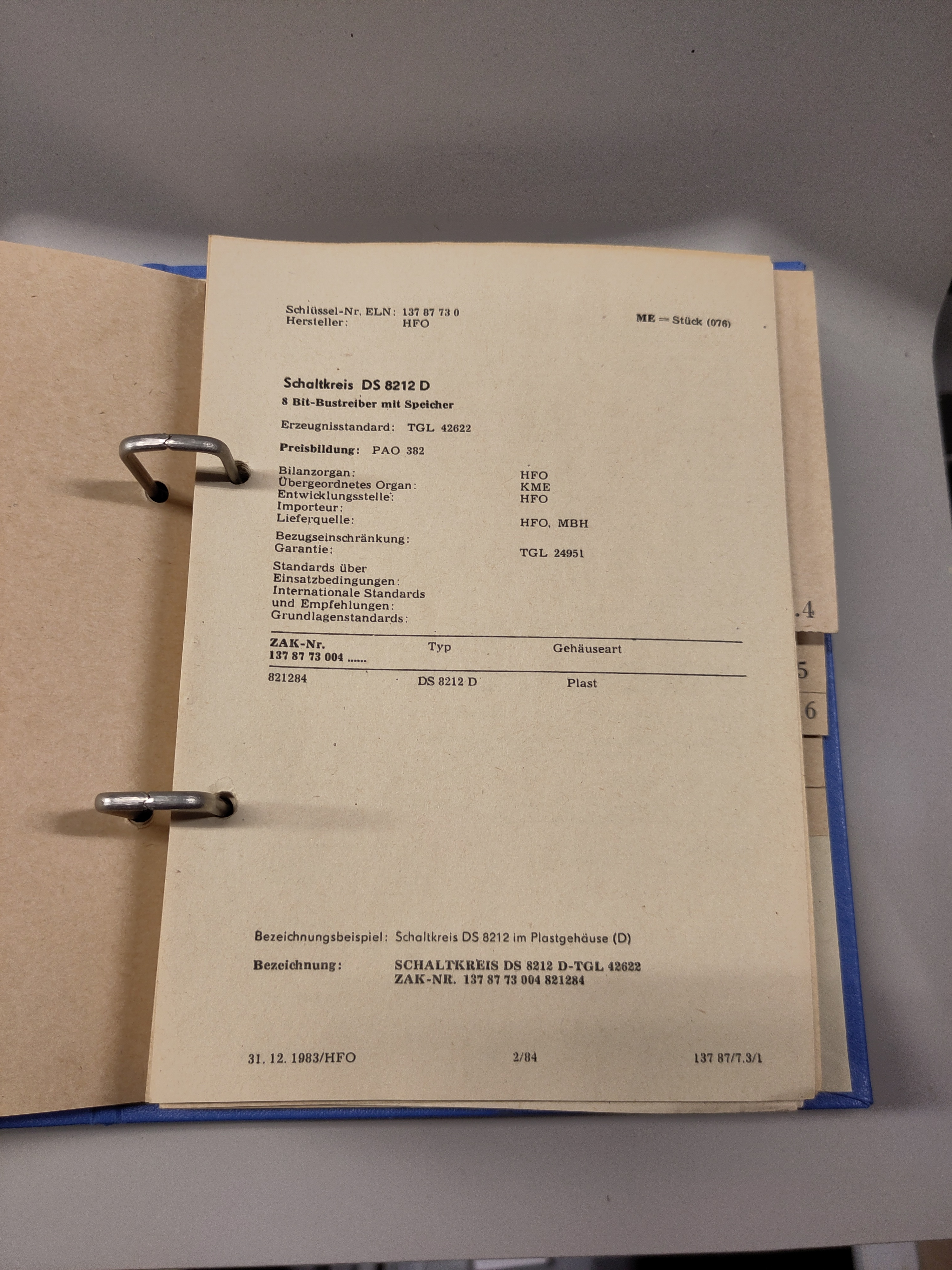
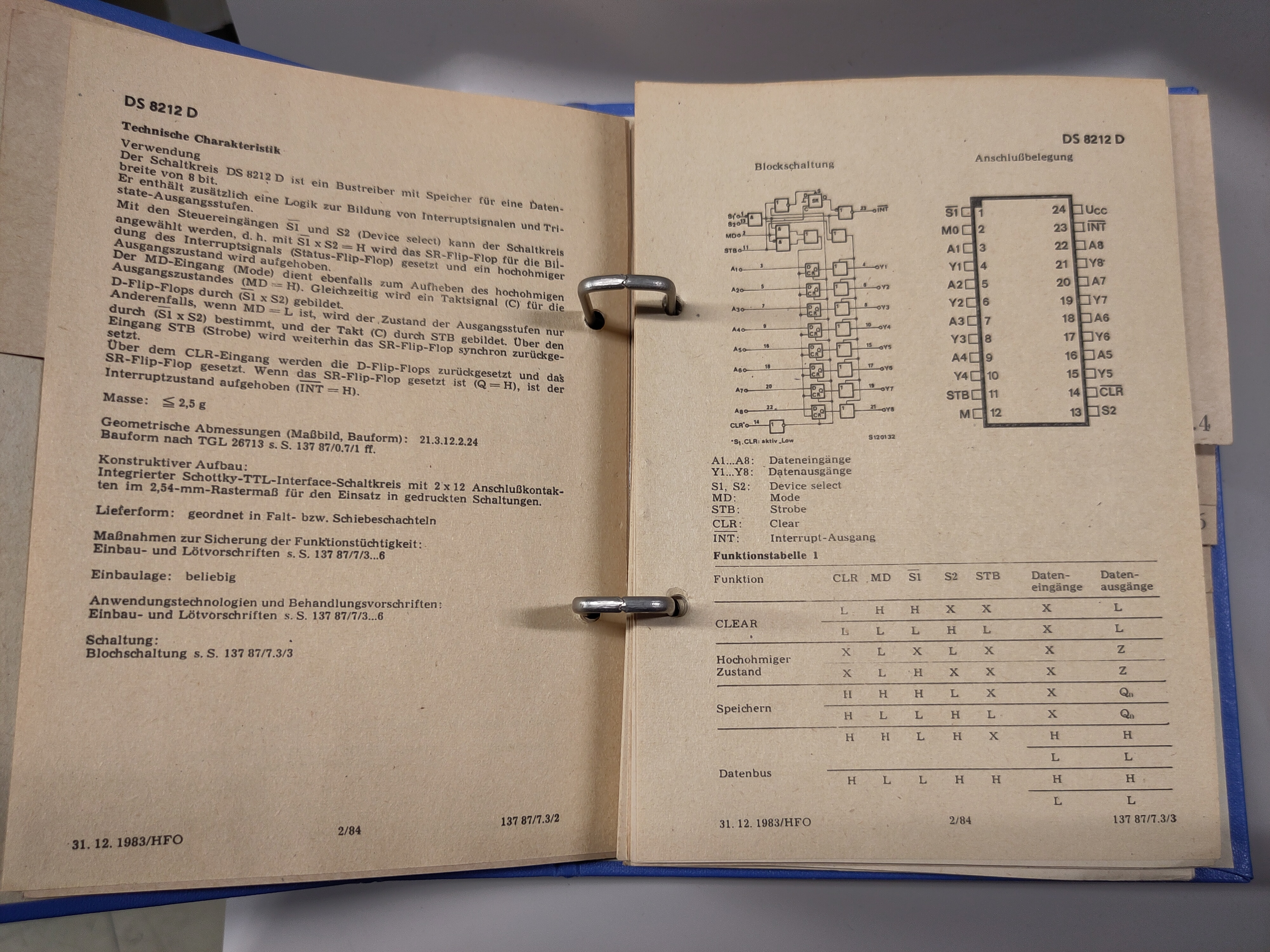
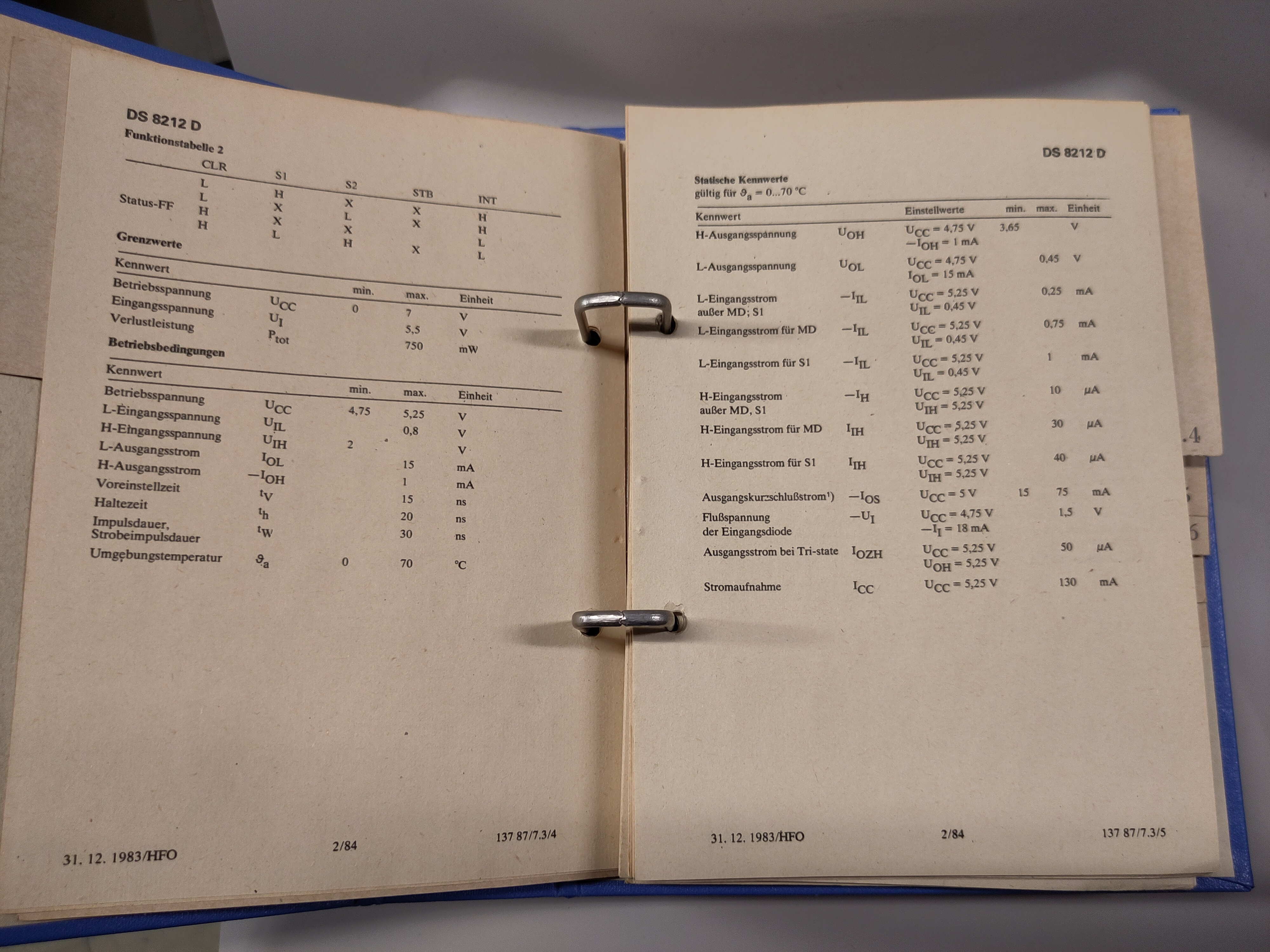
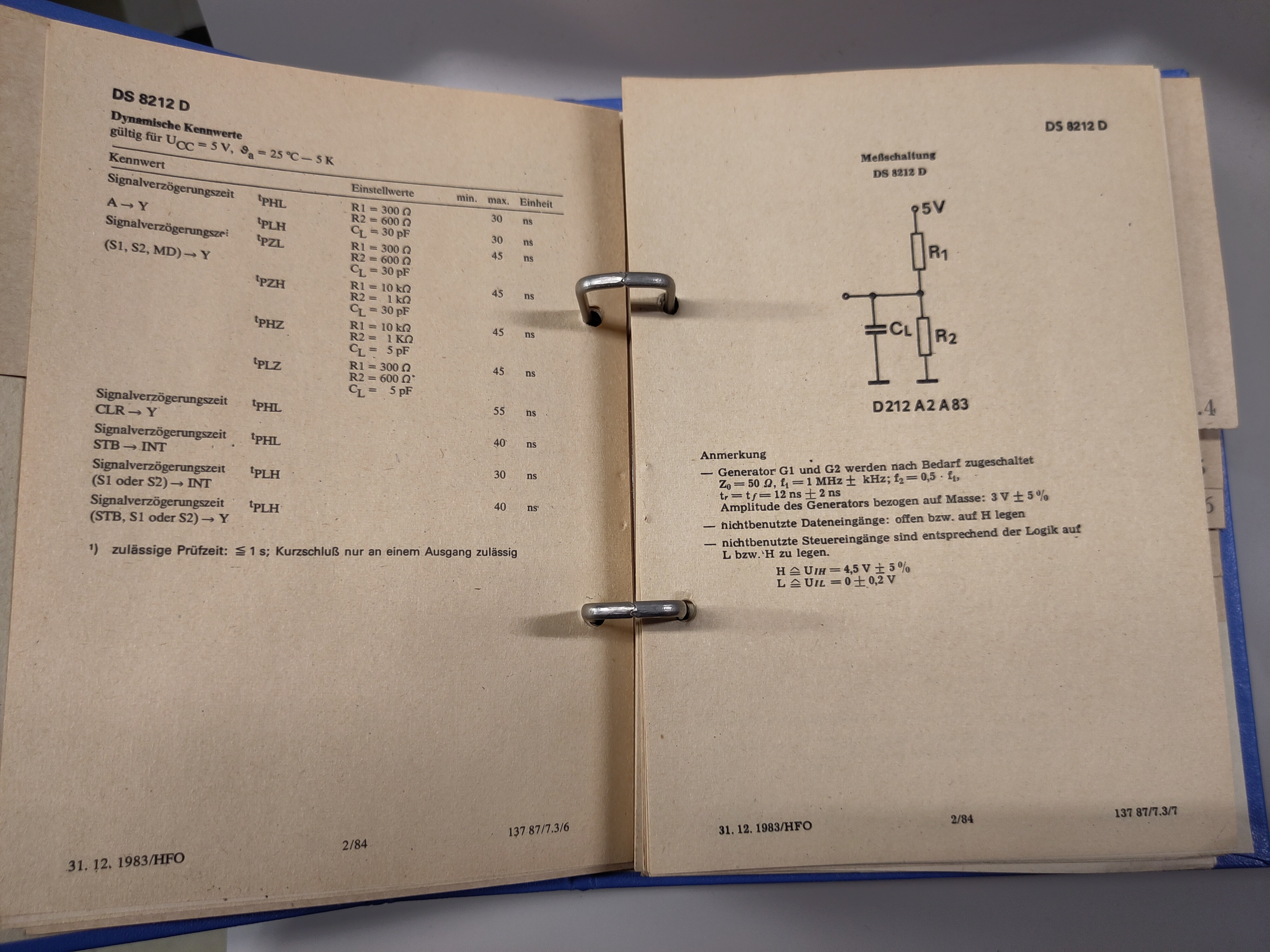
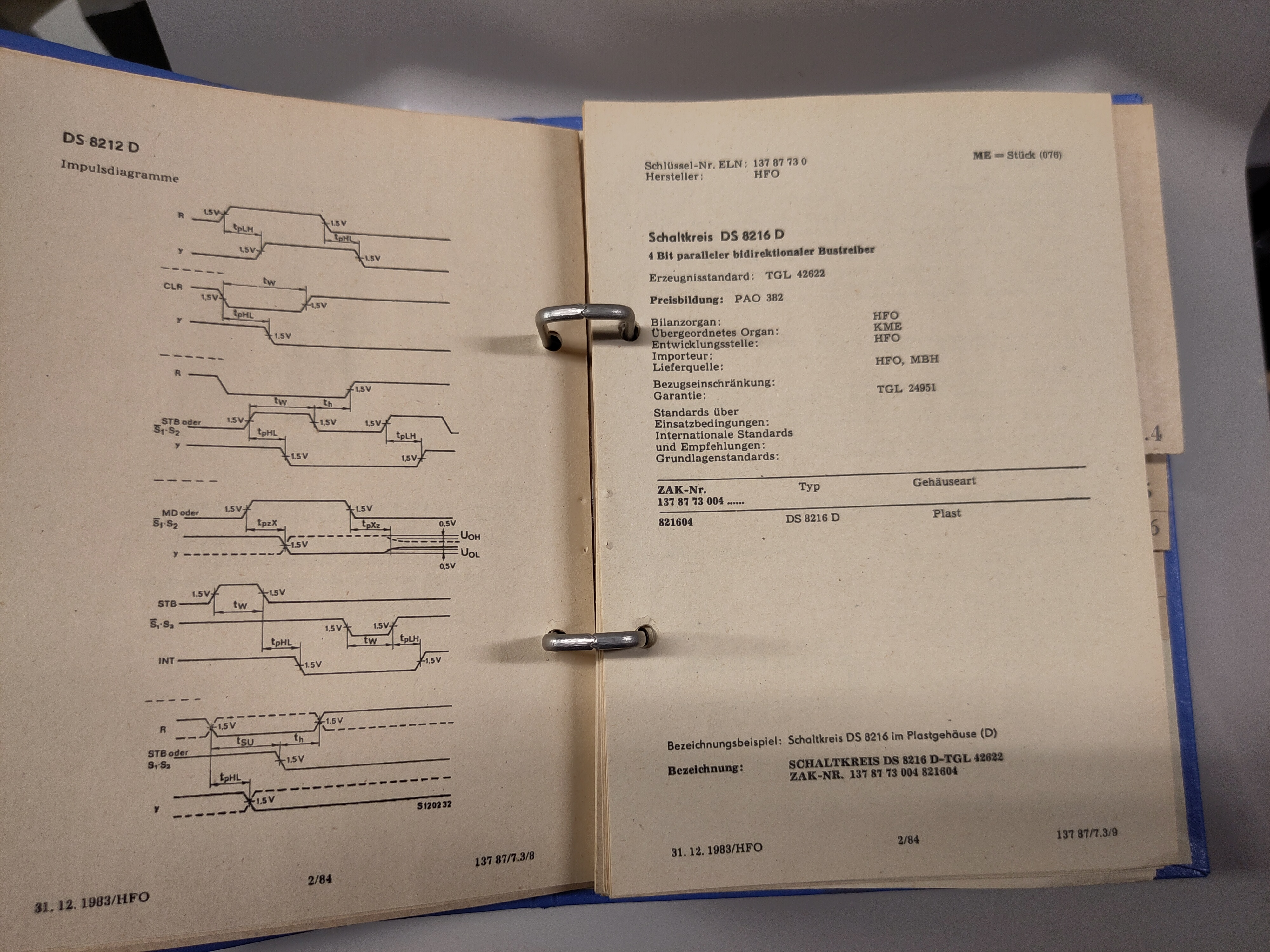

## Gliederung und Nomenklatur

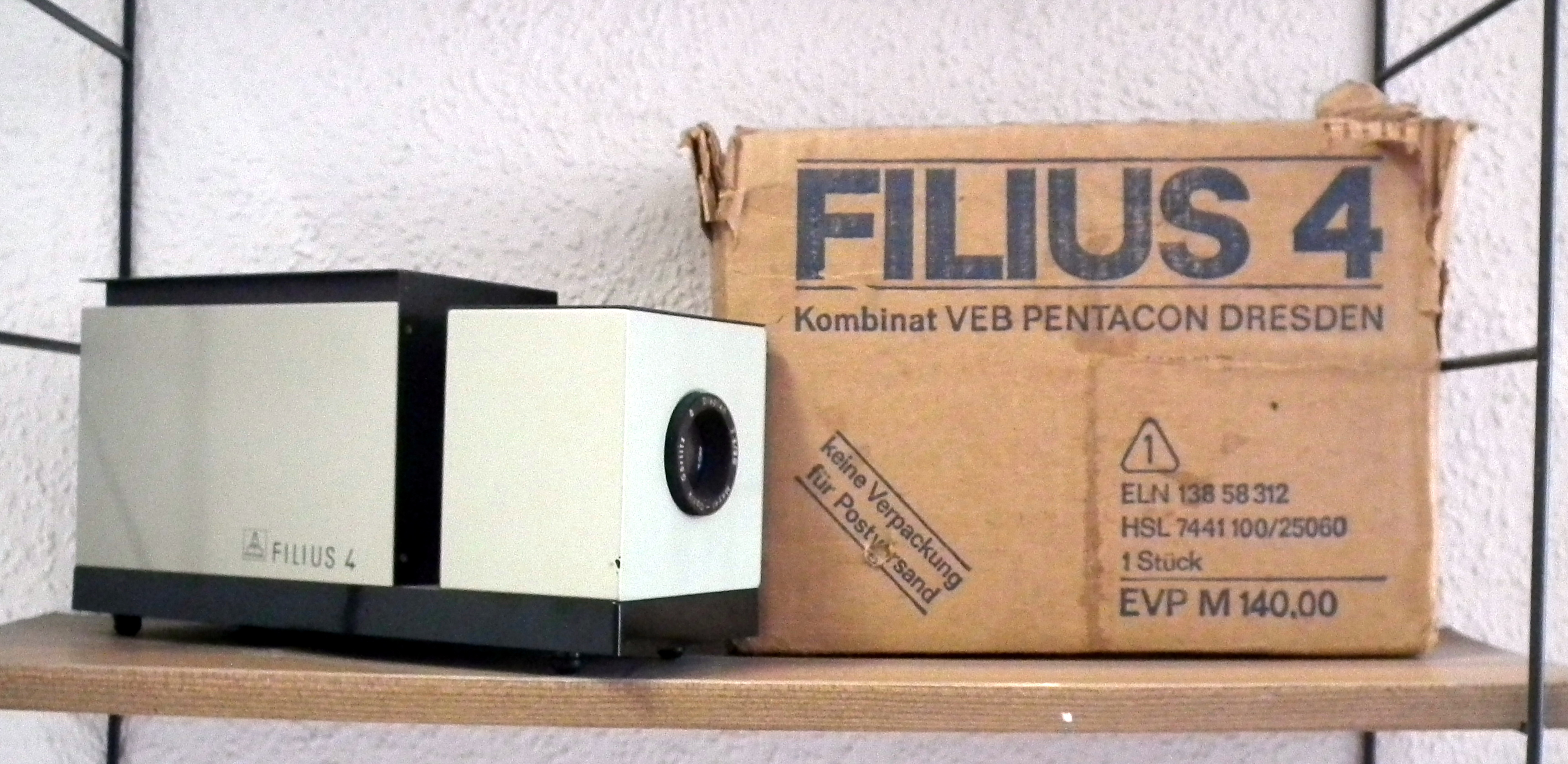
Diaprojektor Filius 4 vom VEB Pentacon Dresden mit Verpackung und aufgedruckter ELN, HSL und EVP – Die ELN enthält die Ordnernummern 138/58 was für das Themengebiet: Foto-Kino-Technik steht.

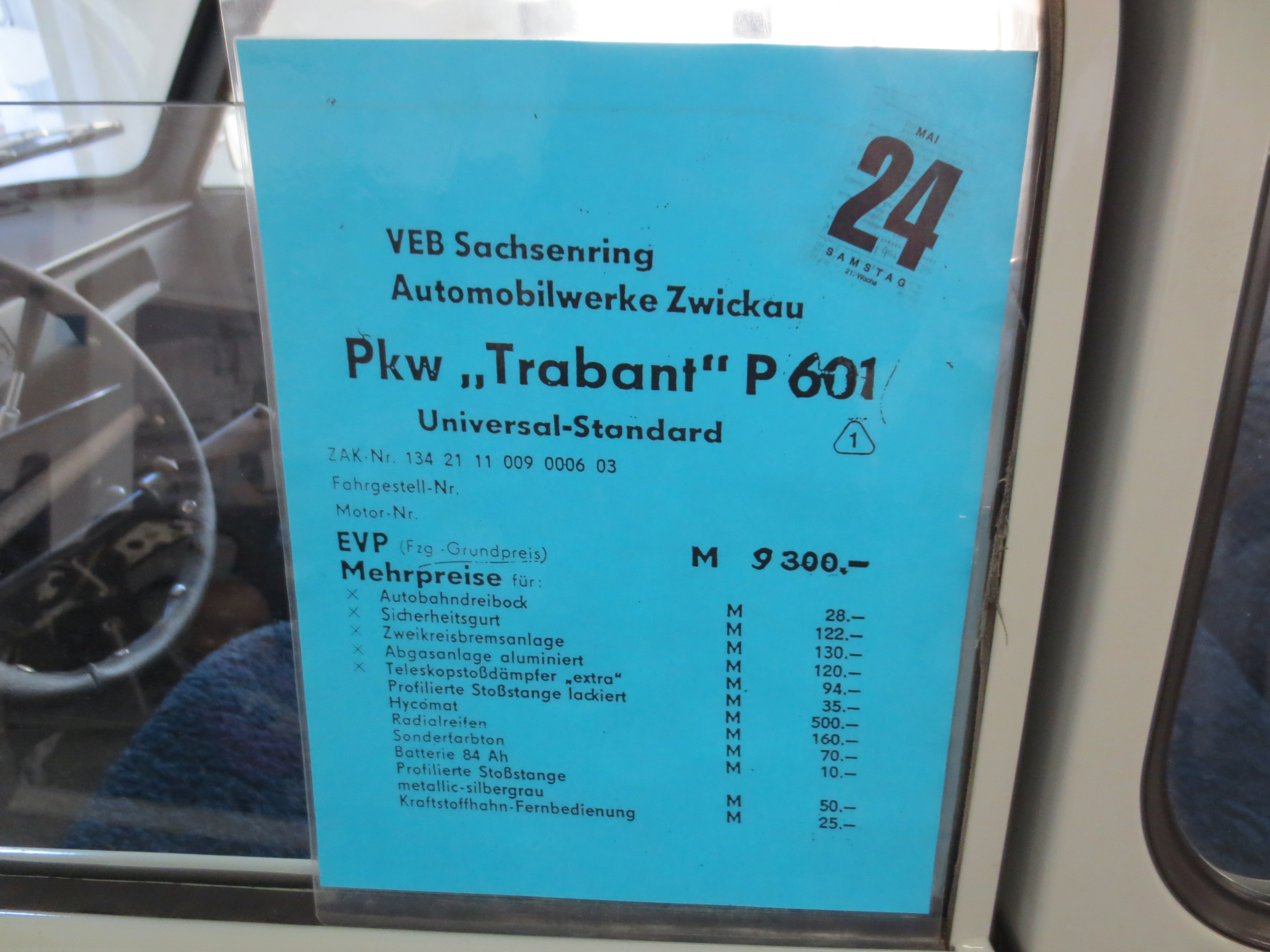
ZAK-Nr. 134... steht für das Themengebiet "Fahrzeuge, Wasserfahrzeuge und Fördertechnik", wie hier für den Trabant

Den Ordnern mit dem eigentlichen Inhalt sind Ordner mit einem Themenverzeichnis A–Z vorangestellt.
Ordnernummern: Die Nummer besteht aus zwei bis drei Zahlen und ggf. einer römischen Zahl.
Beispiel:
135 11/17 III Pumpen einschl. Zubehör, Einzel- und Ersatzteile
- 135 ist der Themenkomplex
- 11/17 beschäftigt sich mit elektrisch angetriebenen Pumpen
- III ist der Band des Unterthemas 11/17

### Themengebiete
```
   2 Bände Sachwortregister ZAK
   110 : Rohstoffe / Energie
       111 : Energieträger (Elektro, Wärme, Öl, Gas, Kohle)
       113 : Erdöl, Erdölprodukte, synthetische Produkte, Schmierstoffe, Kohleveredelung
   120 : Metallurgie
       121 : Eisen und Stahl
       122 : NE-Metallurgie, Hartmetalle
       125 : Schmiedeerzeugnisse
   131-135 : Maschinenbau
       131 : Dampferzeuger, Apparatebau, Generatoren, Maschinen, Wasserversorgung und -behandlung
       132 : Werkzeuge und Werkzeugmaschinen, Schweißtechnik
       133 : Verarbeitungsmaschinen und Sondermaschinen, Laborgeräte
       134 : Fahrzeuge, Wasserfahrzeuge und Fördertechnik
       135 : Maschinen: Pumpen, Verdichter, Getriebe, Armaturen, Maschinenbau-Bedarf
       136 : Elektrische Maschinen, Schaltanlagen, E-Material, Hydraulik, Kabel, Medizingeräte
       137 : Elektronik, Bauelemente
       137/10 : Drahtnachrichtentechnik
       137/20 : Funktechnik
       137/30 : Elektroakustik, Bild und Ton
       137/50 : Elektrische Lichtquellen
       137/60 : Elektronenröhren
       137/71 : Widerstände
       137/72 : Kondensatoren
       137/73 : Kontaktbauelemente
       137/74 : Induktive Bauelemente
       137/75 : Anschlußelemente und Leiterplatten
       137/76 : Piezoelektrische Bauelemente
       137/81 : Dioden
       137/82 : Transistoren
       137/83 : Thyristoren und symmetrische Steuerelemente
       137/84 : Gleichrichter
       137/85-86 : Halbleiter Foto- und Thermoelemente
       137/87 : Integrierte Schaltkreise
       137/90 : Vereinheitlichte Elektronikbaugruppen
   138 : Elektronik
       138/11 : Meßfühler und Meßeinrichtungen
       138/12 : Wandler und Verstärker für Regeleinrichtung
       138/13 : Informationsverarbeitung
       138/14 : Regler und Relaisgeber
       138/15 : Stellantriebe und Stellglieder
       138/16 : Fernwirktechnik
       138/17 : Anzeige, Registratur und Überwachung von Meßwerten
       138/18 : kombinierte Regeleinrichtungen
       138/20 : Datenverarbeitung, Bürotechnik
       138/30-39 : Meßtechnik für elektrische Größen
       138/40 : Sondererzeugnisse wissenschaftlicher Gerätebau
       138/50-59 : Meßtechnik für optische und optisch/mechanische Größen, Optik
           138/51-53 : Vermessungsgeräte, astronomische Instrumente
           138/54 : Längen- und Winkelmessung
           138/55 : optische Meßgeräte
           138/56 : Mikroskope
           138/57 : Ferngläser, Fernrohre, Entfernungsmesser
           138/58 : Foto-Kino-Technik
           138/59 : Lupen, Brillen, Linsen etc.
       138/60-69 : Meßtechnik für mechanische Größen
           138/61 : Zeitmessung
           138/62 : Wägeeinrichtungen
           138/66-69 : Werkstoffprüfeinrichtungen
       138/81-86 : medizinische Instrumente und Orthopädietechnik
       138/91-94 : Laborgeräte
       139/11-17 : Besteck, Tafelgeräte, Geschirr etc.
       139/21-22 : Haushaltsgeräte
       139/25-29 : Leuchten
       139/30 : Handwerkzeuge
       139/4x : Küchen- und Kochgeräte
   14x : chemische Erzeugnisse
       141 : bergbauchemische Rohstoffe
       142 : anorganische Chemie, anorganische Farben
       143 : organische Chemie, organische Farben
       144 : pharmazeutische Erzeugnisse
       145 : Plastomere und Elastomere
       146 : Gummi und Reifen, Asbest-Erzeugnisse
       148 : Klebstoffe, Kitte, Gelatine, Feinchemie
       149 : fotochemische Erzeugnisse, Seifen, Wasch- und Reinigungsmittel, Wachse
   15x :
       151 : Baustoffe
       152 : Vorfertigung der Bauwirtschaft, Bauelemente
       153 : Glas, Porzellan und Keramik, Sanitärkomponenten
       154 : Holzerzeugnisse, Möbel, Bauelemente
       155 : Zellstoff und Papier
       156 : polygraphische Erzeugnisse (Druckindustrie)
       157 : Möbel
   16x : Textilindustrie
       161 : Erzeugnisse der Industrie zur Aufbereitung textiler Rohstoffe
       162 : Erzeugnisse der Spinnereien und Zwirnereien
       164 : Erzeugnisse der Webereien / Raumtextilien / Flächengebilde
       165 : Erzeugnisse der Trikotagen- und Strumpfindustrie
       166 : Erzeugnisse sonstige Textilindustrie
       167 : Erzeugnisse der Konfektionsindustrie
       168 : Rauch- und Lederwaren
       169 : Schuh- und Lederwaren
   17x :
       171 : Fischindustrie
       175 : pflanzliche Fette
       176 : Süßwaren- und Zuckerindustrie
       178 : Gährungs- und Getränkeindustrie
       179 : Erzeugnisse der Tabakindustrie / sonstige Lebensmittelindustrie
   18x :
       181 : Mischfutterindustrie
       182/10: Musikinstrumente und Zubehör
       182/20: Turn- und Sportgeräte
       182/47: Schreib- und Zeichengeräte
       182/50: Besen, Bürsten etc.
   320 : Fischerei
   350 : Forstwirtschaft
```

### Systematik der einheitlichen Artikelnummer
XXX XX XX XXX XXXXXX
von links nach rechts:
- 8-stellige Schlüsselnummer der Erzeugnis- und Leistungsnomenklatur (ELN)
- Zusatz- und Prüfziffer zur ELN nach Prüfmodul 11, Restwert 10
- 6-stellige Grund-Spezifikationsnummer (GS)
- 1-stellige Prüfziffer der GS-Nummer nach Prüfmodul 11, Restwert 10

## Erfasste Produktdaten
- Produktname
- Produktnummer
- Herstellerbetrieb
- Vertriebsbetrieb (z. B. VEB Maschinenbau und Technikhandel für Schrauben)
- technische Daten des Produktes
- ggf. s/w-Foto oder technische Zeichnung des Produktes
- ggf. EVP (Einzelhandelsverkaufspreis)
- ggf. Lieferbedingungen/ sinnvolles Zubehör/knappe Einsatzhinweise

## Einschränkungen in Bezug auf „jedes Industrieerzeugnis der DDR“
Im ZAK waren auch Importmaterialien und -Geräte wie z. B. russische Multimeter zu finden. Es ist davon auszugehen, dass (auch wenn es ein frommer Wunsch der Planer gewesen sein mochte) nicht alle in der DDR hergestellten Erzeugnisse erfasst waren. Zum einen dauerte es mitunter recht lange, ehe ein Produkt erfasst wurde und ggf. wurde es da schon nicht mehr in dieser Form produziert. Weiterhin wurden in vielen Betrieben in Klein- und Kleinstserien Rationalisierungsmittel und Konsumgüter (z. B. Edelstahl-Spaten aus „Blechabfällen“ in Leuna) hergestellt, die wohl nicht erfasst wurden. Ähnlich dürfte es bei MMM- und Neuerer-Projekten ausgesehen haben. Genaue Erkenntnisse hierzu stehen noch aus.

## Verfügbarkeit heute
Im Jahre 2019 scheint es keinen vollständigen ZAK mehr zu geben. Eine Anfrage in diversen ostdeutschen Archiven ergab nur einen Treffer, sonst scheint es lediglich einzelne Ordner oder kleinere Mengen Ordner zu eng umrissenen Themen zu geben.
Ein großer zusammenhängender ZAK liegt im Rechenwerk Computer- & Technikmuseum Halle und ist zu Forschungszwecken zugänglich. Längerfristig ist dort eine Digitalisierung des Kataloges und online-Bereitstellung geplant. Derzeit fehlt es aber an Freiwilligen, um die 30.000-35.000 Seiten zu scannen und zu bearbeiten.
Eine weitere Sammlung befindet sich im deutschen Bundesarchiv in Berlin.